# Governatori degli stati federati del Messico
     Governatore MORENA
     Governatore PAN
     Governatore PRI
     Governatore MC
     Governatore PVEM

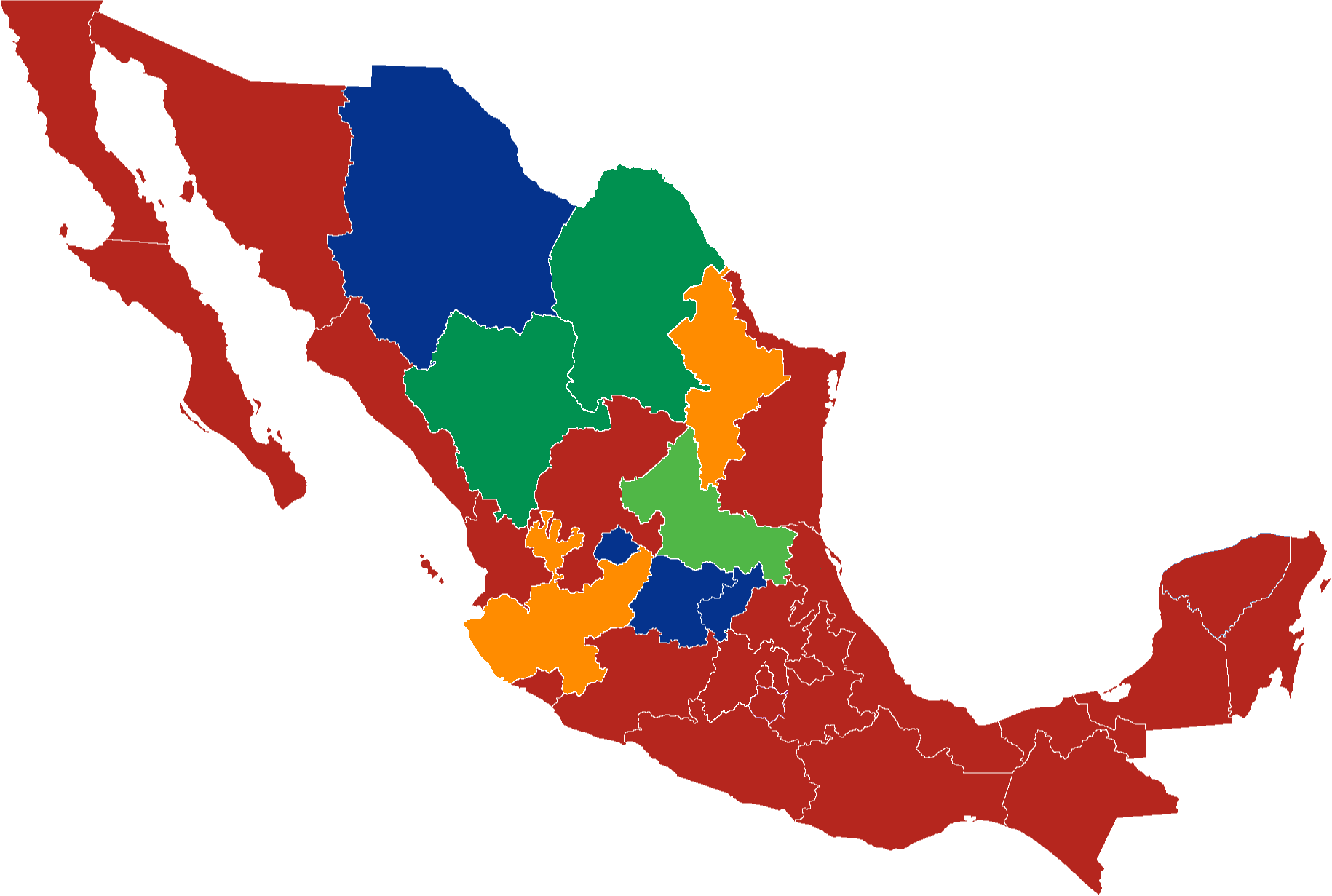
Partito di appartenenza dei governatori degli Stati Uniti Messicani
Governatore MORENA
Governatore PAN
Governatore PRI
Governatore MC
Governatore PVEM

Quella che segue è una lista degli attuali governatori degli Stati Uniti Messicani. Al momento ci sono 23 morenisti, 4 azionisti, 2 istituzionalisti, 2 cittadinisti e 1 ecologista.

## Governatori
| Stato                    | Foto | Nome                                   | Partito | Inizio mandato    | Fine mandato      | Governatori precedenti |
| ------------------------ | ---- | -------------------------------------- | ------- | ----------------- | ----------------- | ---------------------- |
| Aguascalientes           |      | María Teresa Jiménez Esquivel          | PAN     | 1º ottobre 2022   | 30 settembre 2027 | Lista                  |
| Bassa California         |      | Marina del Pilar Ávila Olmeda          | MORENA  | 1º novembre 2021  | 31 ottobre 2027   | Lista                  |
| Bassa California del Sud |      | Víctor Manuel Castro Cosío             | MORENA  | 10 settembre 2021 | 9 settembre 2027  | Lista                  |
| Campeche                 |      | Layda Elena Sansores San Román         | MORENA  | 16 settembre 2021 | 15 settembre 2027 | Lista                  |
| Chiapas                  |      | Oscar Eduardo Ramírez Aguilar          | MORENA  | 8 dicembre 2024   | 7 dicembre 2030   | Lista                  |
| Chihuahua                |      | María Eugenia Campos Galván            | PAN     | 8 settembre 2021  | 7 settembre 2027  | Lista                  |
| Coahuila                 |      | Manolo Jiménez Salinas                 | PRI     | 1º dicembre 2023  | 30 novembre 2029  | Lista                  |
| Colima                   |      | Indira Vizcaíno Silva                  | MORENA  | 1º novembre 2021  | 31 ottobre 2027   | Lista                  |
| Durango                  |      | Esteban Alejandro Villegas Villarreal  | PRI     | 15 settembre 2022 | 14 settembre 2028 | Lista                  |
| Guanajuato               |      | Libia Dennise García Muñoz Ledo        | PAN     | 26 settembre 2024 | 25 settembre 2030 | Lista                  |
| Guerrero                 |      | Evelyn Cecia Salgado Pineda            | MORENA  | 15 ottobre 2021   | 14 ottobre 2027   | Lista                  |
| Hidalgo                  |      | Julio Ramón Menchaca Salazar           | MORENA  | 5 settembre 2022  | 4 settembre 2028  | Lista                  |
| Jalisco                  |      | Jesús Pablo Lemus Navarro              | MC      | 6 dicembre 2024   | 5 dicembre 2030   | Lista                  |
| Messico                  |      | Delfina Gómez Álvarez                  | MORENA  | 16 settembre 2023 | 15 settembre 2029 | Lista                  |
| Michoacán                |      | Alfredo Ramírez Bedolla                | MORENA  | 1º ottobre 2021   | 30 settembre 2027 | Lista                  |
| Morelos                  |      | Margarita González Saravia Calderón    | MORENA  | 1º ottobre 2024   | 30 settembre 2030 | Lista                  |
| Nayarit                  |      | Miguel Ángel Navarro Quintero          | MORENA  | 19 settembre 2021 | 18 settembre 2027 | Lista                  |
| Nuevo León               |      | Samuel Alejandro García Sepúlveda      | MC      | 4 ottobre 2021    | 3 ottobre 2027    | Lista                  |
| Oaxaca                   |      | Salomón Jara Cruz                      | MORENA  | 1º dicembre 2022  | 30 novembre 2028  | Lista                  |
| Puebla                   |      | Alejandro Armenta Mier                 | MORENA  | 14 dicembre 2024  | 13 dicembre 2030  | Lista                  |
| Querétaro                |      | Mauricio Kuri González                 | PAN     | 1º ottobre 2021   | 30 settembre 2027 | Lista                  |
| Quintana Roo             |      | María Elena Hermelinda Lezama Espinosa | MORENA  | 25 settembre 2022 | 24 settembre 2028 | Lista                  |
| San Luis Potosí          |      | José Ricardo Gallardo Cardona          | PVEM    | 26 settembre 2021 | 25 settembre 2027 | Lista                  |
| Sinaloa                  |      | Rubén Rocha Moya                       | MORENA  | 1º novembre 2021  | 31 ottobre 2027   | Lista                  |
| Sonora                   |      | Francisco Alfonso Durazo Montaño       | MORENA  | 13 settembre 2021 | 12 settembre 2027 | Lista                  |
| Tabasco                  |      | Javier May Rodríguez                   | MORENA  | 1º ottobre 2024   | 30 settembre 2030 | Lista                  |
| Tamaulipas               |      | Américo Villarreal Anaya               | MORENA  | 1º ottobre 2022   | 30 settembre 2028 | Lista                  |
| Tlaxcala                 |      | Lorena Cuéllar Cisneros                | MORENA  | 31 agosto 2021    | 30 agosto 2027    | Lista                  |
| Veracruz                 |      | Norma Rocío Nahle García               | MORENA  | 1º dicembre 2024  | 30 novembre 2030  | Lista                  |
| Yucatán                  |      | Joaquín Jesús Díaz Mena                | MORENA  | 1º ottobre 2024   | 30 settembre 2030 | Lista                  |
| Zacatecas                |      | David Monreal Ávila                    | MORENA  | 12 settembre 2021 | 11 settembre 2027 | Lista                  |
| Città del Messico        |      | Clara Brugada                          | MORENA  | 5 ottobre 2024    | 4 ottobre 2030    | Lista                  |